# Armin Abeles
Pour les articles homonymes, voir Abeles.
Armin Abeles, né le 2 avril 1872 à Sopron et mort le 11 octobre 1930 à Vienne, est un rabbin et écrivain.

## Biographie
Armin Abeles naît à Sopron le 2 avril 1872. Après avoir étudié à l'école de théologie israélite de Vienne, il réalise ses épreuves rabbiniques en 1898.
Après avoir été rabbin dans plusieurs lieux de culte viennois, il est aumônier dans un hôpital durant la Première Guerre mondiale.
Abeles est un orateur apprécié, considéré comme un partisan de l'Union des Juifs autrichiens et publie régulièrement dans la revue Die Wahrheit (de) qui lui est proche. En 1910, il y publie une série sur les conférences populaires dans le judaïsme.
Après sa mort, il repose au cimetière central de Vienne.